# 斯巴斯克塔
斯巴斯克塔（羅馬化：Spasskaya Bashnya），意爲救世主塔，又稱救世主塔樓，是俄羅斯首都莫斯科的克里姆林宮在東側城牆之主要塔樓，也是克里姆林宮的主要入口，可以俯瞰紅場。
義大利米蘭的建築家索拉里於1487年來到莫斯科，負責監督克里姆林宮塔樓的修建，並設計了救世主塔樓，於1491年開始興建該座建築。最初取名為弗羅洛夫斯克塔，得名於克里姆林宮內的弗羅爾和拉夫爾教堂（現已不存在）。現在的名稱來源於1658年起鑲嵌於塔樓後方的涅魯科特沃爾尼救世主聖像畫（1917年被移除）及16世紀創作並鑲嵌於正前方的斯摩棱斯克救世主聖像畫（1937年被覆蓋，2010年被恢復）。1491年至1585年間安裝大鐘。

## 簡史
在沙皇時代，任何穿過塔門的人都必須脫帽，下马並在胸前划十字。在2010年恢復了救世主聖像後，這種做法在儀式上得以恢復。
1935年，蘇聯當局在斯巴斯克塔上裝上了一個紅五星，以取代俄羅斯帝國的雙頭鷹標誌。紅五星能360°旋轉。裝上紅五星後的斯巴斯克塔高71米。

## 建造紀念
塔樓內門，留存了用俄語書寫的落成銘文，如此寫道：
|  | 六九九九年七月，在上帝的恩典下，此塔樓是由伊凡·瓦西里耶維奇下令建造。在其在位至今的十三年間，他是全羅斯的最高主宰，也是弗拉基米爾、莫斯科、諾夫哥羅德、普斯科夫、特維爾、尤格拉、維亞特加、彼爾姆和保加爾等地的大公。主持造塔樓事宜的是米蘭的索拉里。 |

## 外部連結
- Moscow Kremlin Museum （页面存档备份，存于）
- Website of President of Russia
- Spasskaya Tower on Rusarh.ru （页面存档备份，存于）
- Clock of Spasskaya Tower （页面存档备份，存于）

55°45′09″N 37°37′17″E / 55.752544°N 37.621425°E